# Зелена лінія (Стокгольмський метрополітен)
Зелена лінія (нім. Gröna linjen) — найстаріша з трьох ліній Стокгольмського метро. 
Лінія завдовжки 41,256 км складається з однієї лінії на північ від центру міста, розгалужучись на три гілки на південь від центру міста. 
Перша частина лінії була відкрита як метро в 1950 році, хоча деякі частини лінії датуються 1930-ми роками і спочатку використовувалися стокгольмським трамваєм.

## Історія

### Перед метро
Перша дистанція теперішньої Зеленої лінії була відкрита як метро в 1950 році, але кілька дистанцій лінії використовують інфраструктуру, яка спочатку була побудована або використовувалася для стокгольмського трамваю . До них належать:
- між Глобеном і Стуребю на лінії використовуються колії, які були створені для використання 19-го маршруту трамваю в 1930 році. Ці колії вимагали відновлення з видаленням залізничних переїздів, перш ніж потяги метро могли ними користуватися.
- між Слюссеном і Сканстулль лінія використовує Södertunneln[sv], тунель, спочатку побудований для використання на трамвайних маршрутах 8 і 19 в 1933 році. Станції тунелю потребували реконструкції, перш ніж потяги метро могли їх використовувати.
- між Крістінебергом і Алвіком лінія використовує Транебергсброн , автомобільний міст, побудований із відокремленими трамвайними коліями в 1934 році. Трамвайні колії були перепрофільовані для використання поїздами метро.
- між Альвіком та Ісландстор'єт на лінії використовуються колії, побудовані за стандартами метро, без залізничних переїздів, але використовувалися трамваями з 1944 року[1].
- між Сканстулль і Гулльмарсплан лінія використовує Сканстулльсбрун, автомобільний міст, побудований із залізничними коліями в 1946 році. Колії були розроблені для використання в метро, але спочатку використовувалися трамваями.

### Відкриття метро
Зелена лінія та її відгалуження відкривалися поетапно:
- У жовтні 1950 року відкрита лінія між Слюссеном і Гекараньєном , включаючи відновлені трамвайні колії через Седертунельн і через Шанстуллсбрун.
- У вересні 1951 року відкрилася відгалуження від Гулльмарсплан до Стуребю, в основному використовуючи відновлену колію трамвайного маршруту 19.
- У жовтні 1952 року відокремлена дистанція лінії від Гетор'єт до Веллінгбю, що мала у своєму складі колишні трамвайні колії через Транебергсбрун і далі до Ісландстор'єт.
- У листопаді 1954 року лінія була продовжена від Стуребю до Гегдалена.
- У листопаді 1956 року лінія була продовжена від Веллінгбю до Гессельбю-горд.
- У листопаді 1957 року Гетор'єт був сполучений зі Слюссеном через центр Стокгольма, сполучивши дві раніше відокремлені дистанції лінії.
- У квітні 1958 року відгалуження від Шермарбрінка до Гаммарбюгейдена було відкрито.
- У листопаді 1958 року лінія була продовжена від Гаммарбюгейдена до Багармоссена , від Гекараньєна до Фарста і від Гессельбю-горда до Гессельбю-странда.
- У листопаді 1959 року лінія була продовжена від Гегдалена до Рогсведа
- У грудні 1960 року лінія була продовжена від Рогсведа до Гагсетра
- У серпні 1971 року лінія була продовжена від Фарста до Фарста-странд
- У серпні 1994 року лінія була продовжена від Багармоссена до Скарпнека

## Маршрут
Зелена лінія складається з однієї лінії на північ від центру міста, розгалужуючись на три гілки на південь від центру міста, із загальною довжиною лінії 41,256 км. 
Обслуговується трьома маршрутами метро, які починаються з різних кінцевих пунктів уздовж північної частини, і кожен з яких обслуговує одну з трьох південних гілок. 
Лінія 17 сполучає Окесгов із Скарпнеком , а лінія 18 сполучає Альвік із Фарста-странд, а лінія 19 сполучає Гессельбю-странд з Гагсетрою. 
Більшу частину дня потяги курсують що 10 хвилин на кожному маршруті, що забезпечує 18 поїздів на годину на спільній центральній секції. 
Додаткові потяги курсують у періоди пік, а вночі інтервали збільшують до півгодини. 

Зелена лінія має пересадки із Червоною лінією метро на Т-Сентрален, Гамла-Стан і Слюссен, а також із Синьою лінією на Фрідгемсплан і Т-Сентрален. 
Також має пересадки з приміською залізницею на Уденплані, Т-Сентрален і Фарста-странд, з залізничними лініями далекого сполучення на Т-Сентрален, зі штрассенбаном Tvärbanan на Альвік, Гулльмарсплан і Глобен, зі штрассенбаном Nockebybanan в Альвіку і на Spårväg на Т-Сентрален. 
Пересадка на S-bahn Saltsjöbanan у Слюссені не відбувається через реконструкцію лінії S-bahn. 

Зелена лінія має загалом 49 станцій, з яких 12 підземних і 37 наземних. 
На відміну від пізніших ліній метро, підземна дистанція Зеленої лінії у центрі міста була побудована на відносно неглибоких тунелях, і тому на лінії є кілька фірмових станцій Стокгольмського метро, вирубаних із голої скелі (глибокого закладення тбіліського типу), з більшою частиною підземних станції з бетонними облицюваннями. 